# Хамада ел Хамра
Хамада ел Хамра (на арабски: الحمادة الحمراء – червена пустиня) е пустинно, каменисто плато в северозападната част на Либия, издигащо се в западната част на историко-географската област Триполитания. Най-високата му част носи названието Джебел Нефуса и е с максимална височина 719 m. Северните и южните му склонове стръмно се спускат към крайбрежната низина Джефара, а южните – към пясъчната пустиня Идехан. Дължината му от запад на изток е около 700 km, а ширината от север на юг около 200 km. Изградено е от варовици и е почти напълно лишено от всякаква растителност. Разработват се находища на нефт (Тиджи, Тлакшин, Емгает).